# Avenue Ingres
Pour les articles homonymes, voir Ingres (homonymie).
L'avenue Ingres est une voie du 16e arrondissement de Paris, en France.

## Situation et accès

Plan du jardin du Ranelagh. L'avenue est au sud.

L'avenue Ingres est une voie publique située dans le 16e arrondissement de Paris. Elle débute au carrefour de la chaussée de la Muette, de l'avenue du Ranelagh et l'avenue Prudhon et se termine au 35, boulevard Suchet, au niveau de la porte de Passy.
L'avenue traverse, de son début jusqu'au carrefour avec l'avenue Raphaël, le jardin du Ranelagh. Elle n'est donc pas lotie d'immeubles sur la majorité de son parcours mais seulement sur sa partie sud-ouest. À proximité, au sud de l'avenue, se trouve l'ancien chemin de fer de la Petite Ceinture dont une partie est devenue aujourd'hui la promenade de la Petite Ceinture du 16e. Un accès à cette promenade existe à côté du carrefour avec l'avenue Raphaël.
La voie piétonne sur le côté nord de l'avenue, entre son début et l'avenue Raphaël, porte le nom d'« allée Davia ». La voie parallèle, côté sud, porte d'« allée Jean-Sablon ».
Le quartier est desservi par la ligne 9 aux stations La Muette et Ranelagh.

## Origine du nom

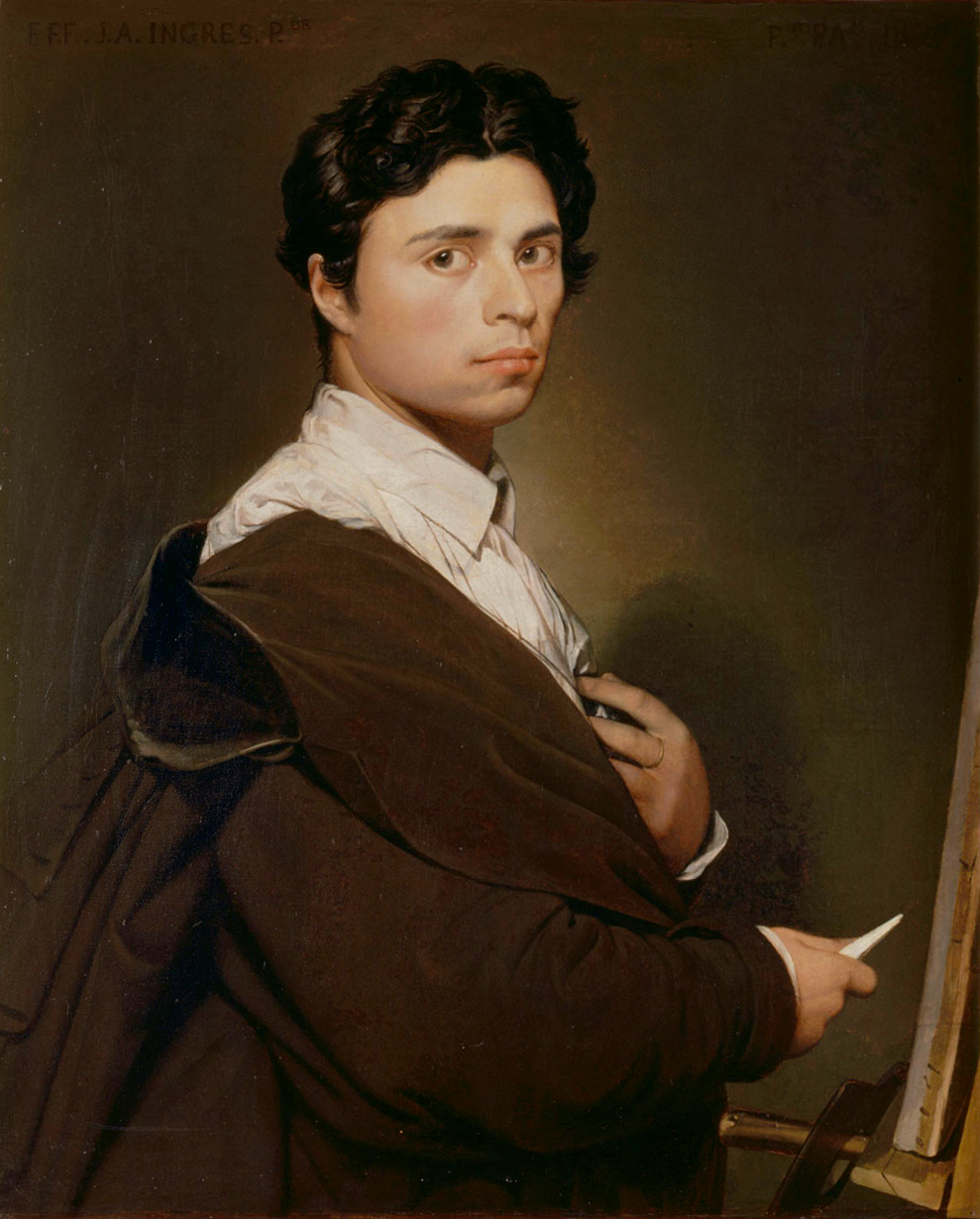
Ingres, Autoportrait.

Elle porte le nom du peintre français Jean-Auguste-Dominique Ingres (1780-1867).

## Historique
Cette voie, autrefois située sur le territoire de l'ancienne commune de Passy, est ouverte par la Ville de Paris sur des terrains détachés du bois de Boulogne et prend successivement les noms d'« avenue de Boulogne » et de « boulevard Rossini ».
En octobre 1896, à l'occasion de leur visite en France, le tsar russe Nicolas II et son épouse Alexandra arrivent gare de Passy-la-Muette, située le long du jardin. Le général Saussier et les officiers de son état-major, placés à l'angle de l'avenue Prudhon et de l'avenue Ingres, sont salués par le couple impérial et le président de la République française Félix Faure. L'hymne russe et La Marseillaise sont joués. Ces voies se situent sur le passage du trajet devant les conduire à l'ambassade de Russie.

## Bâtiments remarquables et lieux de mémoire
- Petite Ceinture du 16e.

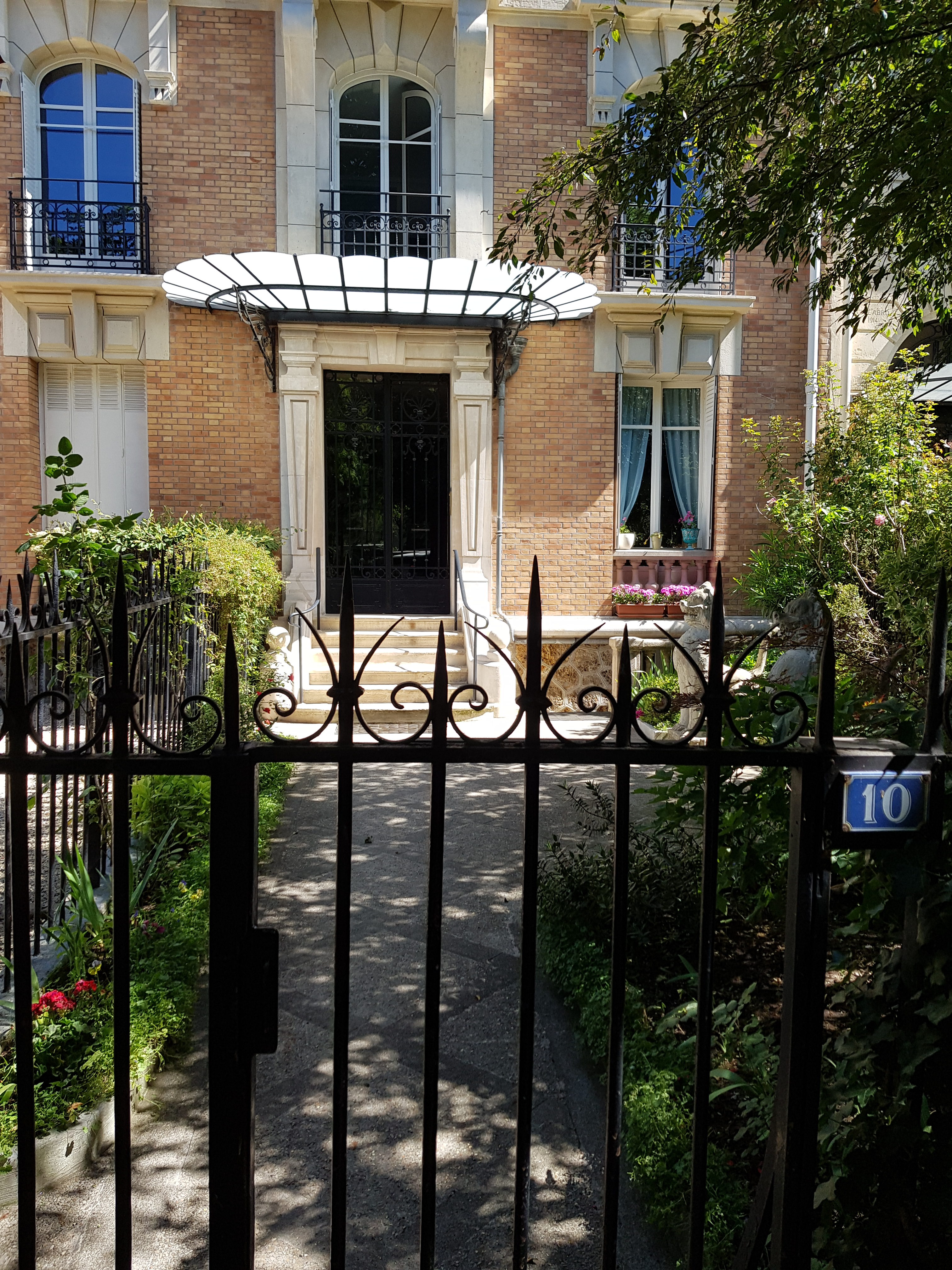
Détail de l'entrée du no 10.

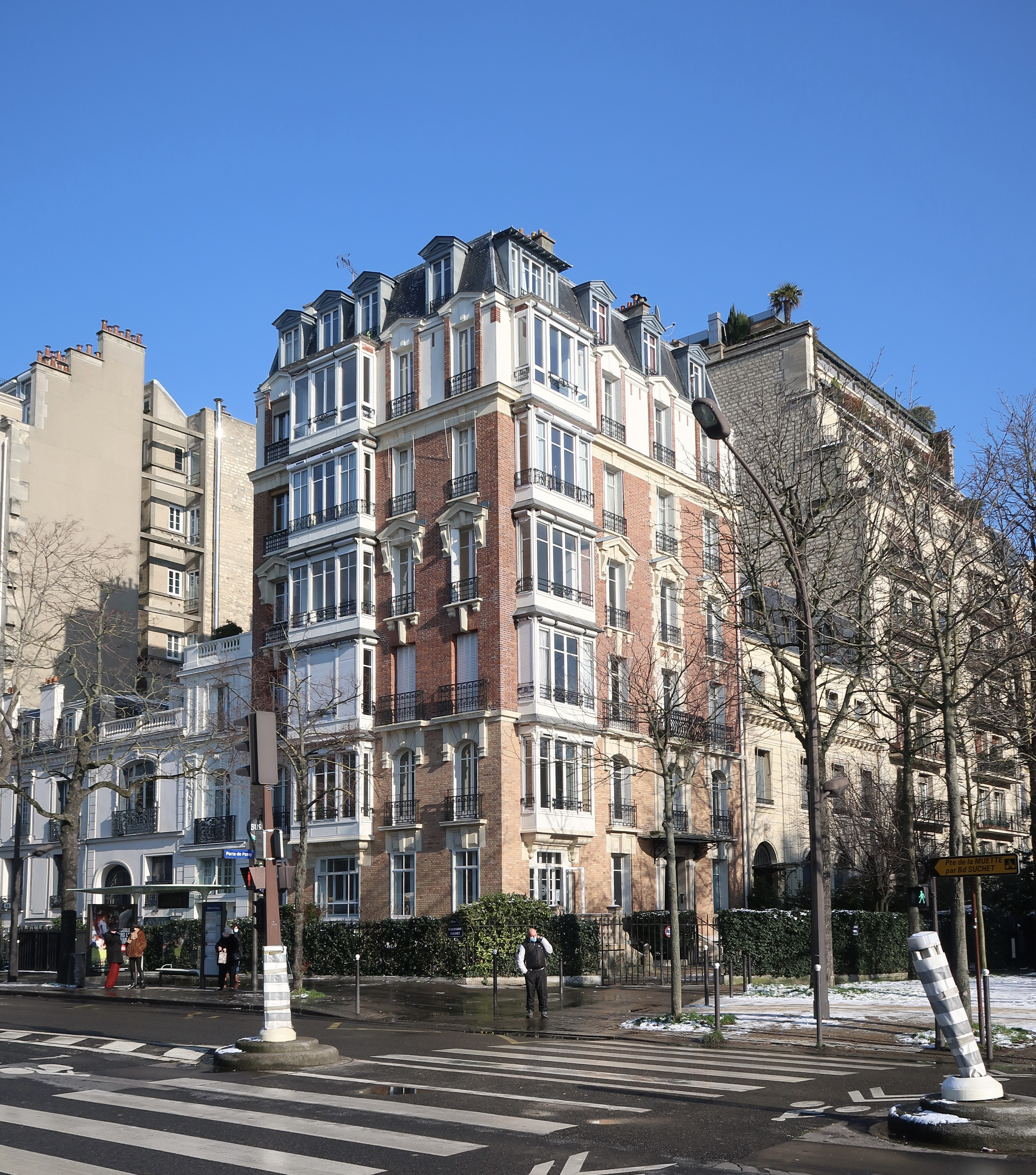
Vue générale du no 10.

- No 1 (démoli) : hôtel particulier construit en 1884 par l’architecte Anatole Caligny pour un membre de la famille Leprince-Ringuet[2]. En 1929, il est loué par un jeune directeur de banque et administrateur de société minière pour la somme de 70 000 francs par mois. Le nouvel occupant des lieux s’installe dans « un hôtel particulier à trois étages entouré d’un vaste jardin et pourvu d’un garage contenant trois autos de luxe ». Le banquier se met à décorer l’hôtel « de tapisseries somptueuses, d’objets d’art de toute nature » et installe au second étage un « bar ultramoderne » mais le jeune financier est également, à la même époque, l’objet d’une enquête judiciaire, au terme de laquelle il doit finalement quitter « son hôtel somptueux pour une cellule sans confort de la prison de la Santé »[3]. En 1930, l’hôtel particulier est mis en vente, « suite faillite », pour la somme de 3 000 000 francs. Il est ainsi décrit : « 650 m2 », « magnifiquement décoré », « tout à neuf »[4].
- No 2 : c'est à cette adresse que meurt le musicien Rossini le 13 novembre 1868 dans une villa qui n’existe plus aujourd’hui mais dont Le Monde illustré du 21 novembre de la même année reproduit une gravure[5]. En 1903 est construit à ce numéro un immeuble signé par l'architecte Albert Sélonier, dont le nom est gravé en façade.
- No 10 (et 35, boulevard Suchet) : immeuble construit en 1897 par l’architecte Charles Blanche[6], qui y habite[7].